# بافت
بافت (بالفارسية: بافت) هي مدينة تقع في إيران في محافظة كرمان في الناحية المركزية لمقاطعة بافت. يقدر عدد سكانها بـ 35,008 نسمة وترتفع عن سطح البحر 2,280 متر.